# Fangcun (köpinghuvudort i Kina, Zhejiang Sheng, lat 29,05, long 118,61)
Fangcun (kinesiska: 芳村, 芳村镇) är en köpinghuvudort i Kina. Den ligger i provinsen Zhejiang, i den östra delen av landet, omkring 200 kilometer sydväst om provinshuvudstaden Hangzhou. Antalet invånare är 11 783. Befolkningen består av 6 003 kvinnor och 5 780 män. Barn under 15 år utgör 21,0 %, vuxna 15-64 år 63 %, och äldre över 65 år 15,0 %.
Runt Fangcun är det ganska tätbefolkat, med 230 invånare per kvadratkilometer. Fangcun är det största samhället i trakten. I omgivningarna runt Fangcun växer i huvudsak blandskog.
Genomsnittlig årsnederbörd är 2 495 millimeter. Den regnigaste månaden är juni, med i genomsnitt 499 mm nederbörd, och den torraste är oktober, med 55 mm nederbörd.